# Willie Cauley-Stein
Willie Trill Cauley-Stein, né le 18 août 1993 à Spearville au Kansas, est un joueur américain de basket-ball. Il évolue au poste de pivot.

## Biographie

### Carrière universitaire
Le 9 avril 2015, Cauley-Stein, avec Andrew Harrison, Aaron Harrison, Dakari Johnson, Devin Booker, Trey Lyles, et Karl-Anthony Towns déclare sa candidature à la draft 2015 de la NBA.

### Carrière professionnelle

#### Kings de Sacramento (2015-2019)
Le 25 juin 2015, Cauley-Stein est sélectionné à la 6e position de la draft 2015 de la NBA par les Kings de Sacramento. Le 16 juillet 2015, il signe son contrat rookie avec les Kings. Il fait ses débuts professionnels avec les Kings lors du match d'ouverture de la saison contre les Clippers de Los Angeles le 28 octobre durant lequel il marque deux points et prend deux rebonds dans la défaite des siens 111 à 104. Le match suivant, le 30 octobre, contre les Lakers de Los Angeles, il réalise son match référence avec 17 points et 9 rebonds en étant titularisé. Le 3 décembre, il doit manquer quatre à six semaines de compétition en raison d'une dislocation à son index droit qu'il a ressenti contre les Celtics de Boston. Le 2 janvier, il retourne à la compétition contre les Suns de Phoenix, où il ne joue que les cinq dernières minutes de la rencontre. Le 21 janvier, il réalise son premier double-double en carrière avec 12 points et 11 rebonds lors de la victoire 91 à 88 contre les Hawks d'Atlanta. Le 25 mars, il marque 26 points, son record en carrière, lors de la victoire 116 à 94 contre les Suns de Phoenix. À la fin de la saison, il est nommé dans le second meilleur cinq des rookies.

#### Warriors de Golden State (2019-jan. 2020)
Le 2 juillet 2019, il s'engage pour une saison avec les Warriors de Golden State.

#### Mavericks de Dallas (jan. 2020 - jan. 2022)
Le 25 janvier 2020, il est envoyé aux Mavericks de Dallas en échange d'un choix au second tour de la draft 2020.
Le 1er décembre 2020, il re-signe avec les Mavericks pour un contrat de 8,5 millions de dollars sur deux ans. Cauley-Stein est absent des terrains en décembre 2021 et janvier 2022 pour « raisons personnelles ».
Le 15 janvier 2022, il est licencié pour permettre le recrutement de Marquese Chriss.

#### 76ers de Philadelphie (février-mars 2022)
Le 23 février 2022, il signe pour 10 jours en faveur des 76ers de Philadelphie.

#### Rockets de Houston (avril 2023)
Début avril 2023, il signe avec les Rockets de Houston jusqu'à la fin de saison.

#### Pallacanestro Varèse (depuis 2023)
Le 31 juillet 2023, il vient en Europe après 7 années en NBA et signe dans le club de Pallacanestro Varèse.

## Palmarès

### Distinctions personnelles

#### Université
- SEC All-Freshman team (2013)
- SEC All-Defensive Team (2014, 2015)
- First-team All-SEC (2015)
- SEC Defensive Player of the Year (2015)
- NABC Defensive Player of the Year (2015)
- Consensus first-team All-American (2015)

#### NBA
- NBA All-Rookie Second Team (2016)

## Statistiques

### Universitaires
Les statistiques de Willie Cauley-Stein en matchs universitaires sont les suivantes :
| Saison    | Équipe   | Matchs | Titul. | Min./m | % Tir | % 3pts | % LF | Rbds/m. | Pass/m. | Int/m. | Ctr/m. | Pts/m. |
| --------- | -------- | ------ | ------ | ------ | ----- | ------ | ---- | ------- | ------- | ------ | ------ | ------ |
| 2012-2013 | Kentucky | 29     | 14     | 23,5   | 62,1  | 0,0    | 37,2 | 6,17    | 0,93    | 0,83   | 2,10   | 8,34   |
| 2013-2014 | Kentucky | 37     | 18     | 23,8   | 59,6  | 0,0    | 48,2 | 5,78    | 0,68    | 1,19   | 2,86   | 6,81   |
| 2014-2015 | Kentucky | 39     | 38     | 25,9   | 57,2  | 0,0    | 61,7 | 6,44    | 0,97    | 1,21   | 1,72   | 8,95   |
| Carrière  | Carrière | 105    | 70     | 24,5   | 59,3  | 0,0    | 50,8 | 6,13    | 0,86    | 1,10   | 2,23   | 8,03   |

### Professionnelles

#### Saison régulière
| Saison    | Équipe       | Matchs | Titul. | Min./m | % Tir | % 3pts | % LF | Rbds/m. | Pass/m. | Int/m. | Ctr/m. | Pts/m. |
| --------- | ------------ | ------ | ------ | ------ | ----- | ------ | ---- | ------- | ------- | ------ | ------ | ------ |
| 2015-2016 | Sacramento   | 66     | 39     | 21,4   | 56,3  | 0,0    | 64,8 | 5,33    | 0,56    | 0,73   | 1,00   | 7,02   |
| 2016-2017 | Sacramento   | 75     | 21     | 18,9   | 53,0  | 0,0    | 66,9 | 4,52    | 1,07    | 0,71   | 0,59   | 8,15   |
| 2017-2018 | Sacramento   | 73     | 57     | 28,0   | 50,2  | 25,0   | 61,9 | 6,99    | 2,36    | 1,05   | 0,92   | 12,77  |
| 2018-2019 | Sacramento   | 81     | 81     | 27,3   | 55,6  | 50,0   | 55,1 | 8,37    | 2,40    | 1,19   | 0,63   | 11,91  |
| 2019-2020 | Golden State | 41     | 37     | 22,9   | 56,0  | 0,0    | 61,4 | 6,22    | 1,46    | 1,12   | 1,20   | 7,88   |
| 2019-2020 | Dallas       | 13     | 2      | 12,1   | 68,9  | 0,0    | 55,6 | 4,62    | 0,77    | 0,31   | 0,85   | 5,15   |
| 2020-2021 | Dallas       | 53     | 16     | 17,1   | 63,2  | 9,1    | 62,8 | 4,45    | 0,66    | 0,40   | 0,81   | 5,28   |
| Carrière  | Carrière     | 402    | 253    | 22,6   | 54,5  | 16,7   | 61,2 | 6,04    | 1,46    | 0,86   | 0,82   | 9,06   |

Dernière mise à jour le 22 mai 2021.

#### Playoffs
| Saison   | Équipe   | Matchs | Titul. | Min./m | % Tir | % 3pts | % LF  | Rbds/m. | Pass/m. | Int/m. | Ctr/m. | Pts/m. |
| -------- | -------- | ------ | ------ | ------ | ----- | ------ | ----- | ------- | ------- | ------ | ------ | ------ |
| 2021     | Dallas   | 6      | 0      | 10,5   | 66,7  | 0,0    | 100,0 | 2,67    | 0,50    | 0,33   | 0,67   | 2,50   |
| Carrière | Carrière | 6      | 0      | 10,5   | 66,7  | 0,0    | 100,0 | 2,67    | 0,50    | 0,33   | 0,67   | 2,50   |

Dernière mise à jour le 22 juin 2021.

## Records sur une rencontre en NBA
Les records personnels de Willie Cauley-Stein en NBA sont les suivants, :
| Type de statistique        | Saison régulière | Saison régulière      | Saison régulière | Playoffs | Playoffs                  | Playoffs    |
| Type de statistique        | Record           | Adversaire            | Date             | Record   | Adversaire                | Date        |
| -------------------------- | ---------------- | --------------------- | ---------------- | -------- | ------------------------- | ----------- |
| Points                     | 29               | Nuggets de Denver     | 23 février 2017  | 6        | @ Clippers de Los Angeles | 25 mai 2021 |
| Paniers marqués            | 14               | Nuggets de Denver     | 23 février 2017  | 3        | @ Clippers de Los Angeles | 25 mai 2021 |
| Paniers tentés             | 22               | Nuggets de Denver     | 23 février 2017  | 3        | @ Clippers de Los Angeles | 25 mai 2021 |
| Paniers à 3 points réussis | 1                | 5 fois                | 5 fois           | -        | -                         | -           |
| Paniers à 3 points tentés  | 2                | 2 fois                | 2 fois           | -        | -                         | -           |
| Lancers francs réussis     | 8                | 2 fois                | 2 fois           | 3        | Clippers de Los Angeles   | 28 mai 2021 |
| Lancers francs tentés      | 11               | 2 fois                | 2 fois           | 3        | Clippers de Los Angeles   | 28 mai 2021 |
| Rebonds offensifs          | 6                | 6 fois                | 6 fois           | 2        | Clippers de Los Angeles   | 28 mai 2021 |
| Rebonds défensifs          | 15               | Mavericks de Dallas   | 21 mars 2019     | 5        | @ Clippers de Los Angeles | 25 mai 2021 |
| Rebonds totaux             | 18               | Mavericks de Dallas   | 21 mars 2019     | 6        | @ Clippers de Los Angeles | 25 mai 2021 |
| Passes décisives           | 7                | 2 fois                | 2 fois           | 1        | 3 fois                    | 3 fois      |
| Interceptions              | 7                | Nuggets de Denver     | 6 janvier 2018   | 1        | 2 fois                    | 2 fois      |
| Contres                    | 5                | 2 fois                | 2 fois           | 2        | Clippers de Los Angeles   | 28 mai 2021 |
| Balles perdues             | 4                | 6 fois                | 6 fois           | 1        | 3 fois                    | 3 fois      |
| Minutes jouées             | 42               | Wizards de Washington | 10 mars 2017     | 19       | Clippers de Los Angeles   | 4 juin 2021 |

- Double-double : 49
- Triple-double : 0

Dernière mise à jour : 28 juin 2021

## Vie privée
Avant son inscription à la draft 2015 de la NBA, il a modifié son nom, le faisant passer de Willie Durmond Cauley Jr à Willie Trill Cauley-Stein, reprenant ainsi le nom de ses deux parents.